# Convento de la Concepción del Carmen (Valladolid)
El convento de la Concepción del Carmen, conocido popularmente como convento de Santa Teresa, es un convento de clausura de monjas carmelitas descalzas que se encuentra en la ciudad española de Valladolid, en la comunidad autónoma de Castilla y León, España. 

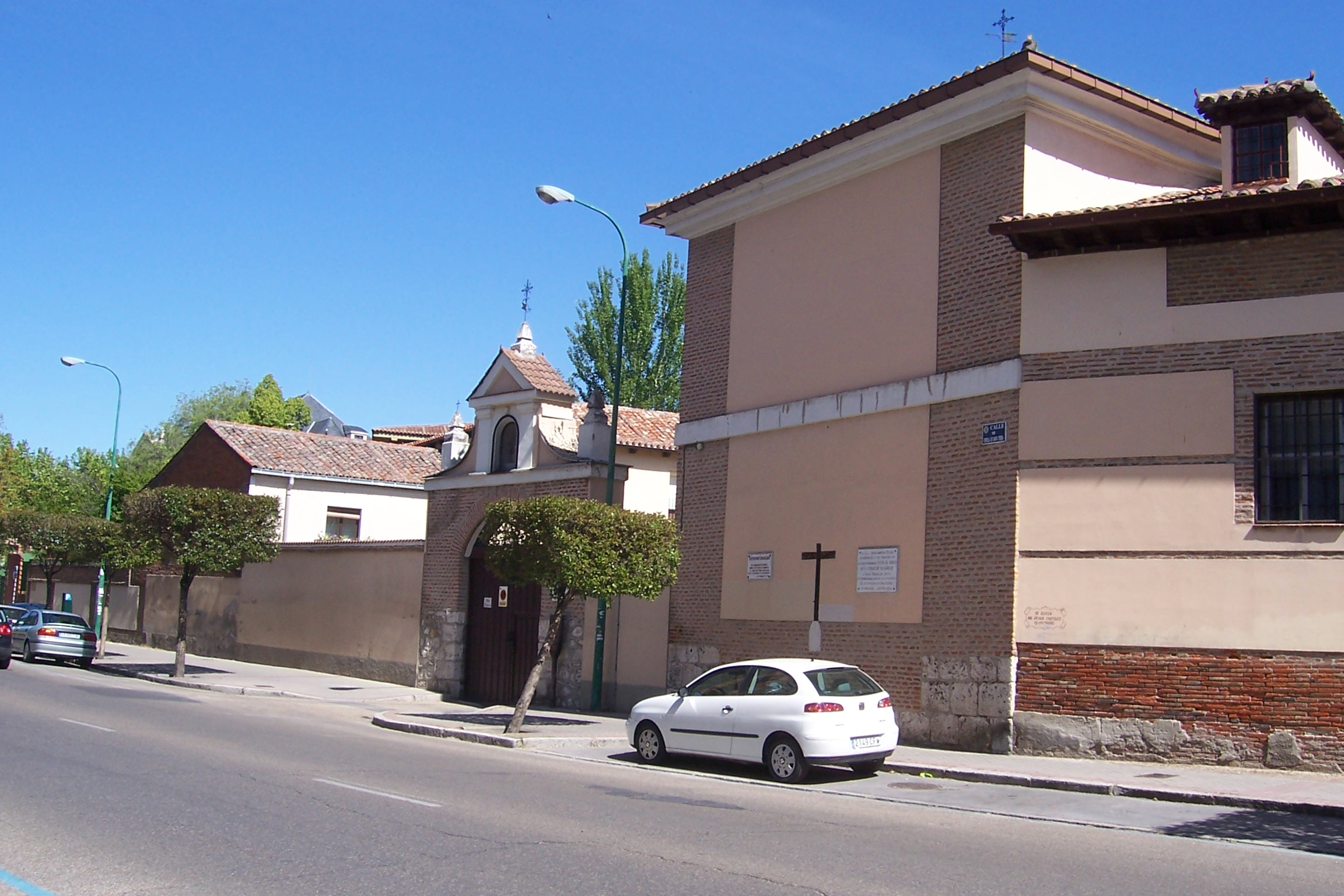
Convento de Santa Teresa en Valladolid

Se trata de la cuarta fundación conventual llevada a cabo por Santa Teresa de Jesús, si bien su primer emplazamiento estuvo situado en unas casas en el que es ahora el barrio del Cuatro de Marzo, como el lugar era insano y un tanto alejado de la ciudad, María de Mendoza y Sarmiento, esposa del antiguo secretario de Carlos I Francisco de los Cobos, compró unas casas y huertas a Alonso de Argüello que tras ser reformadas constituyeron el origen del actual convento.
Las dependencias principales son la iglesia de una sola nave junto a la que se sitúan dos claustros. El resto de dependencias y los huertos están cercados por una tapia.
El convento conserva obras originales de la santa y la celda que ocupaba en sus visitas al convento. Entre las obras de arte que posee destacan un Cristo a la columna de pequeño tamaño de Gregorio Fernández, un crucificado de Juan de Juni y una pintura de Luis de Morales.